# شرکت انرژی زغال‌سنگ سیبری
شرکت انرژی زغال‌سنگ سیبری (انگلیسی: Siberian Coal Energy Company) شرکت استخراج زغال‌سنگ روسی است، که در سال ۲۰۰۱ توسط آندره ملنیشنکو تأسیس شد.